# Gryllus chaldeus
Gryllus chaldeus är en insektsart som först beskrevs av Boris Petrovich Uvarov 1922.  Gryllus chaldeus ingår i släktet Gryllus och familjen syrsor. Inga underarter finns listade i Catalogue of Life.